# Société du Mont-Pèlerin
La Société du Mont-Pèlerin (en anglais Mont Pelerin Society, MPS) est un groupe de réflexion créé en 1947 et composée d'économistes (dont huit prix de la banque de Suède en sciences économiques en mémoire d'Alfred Nobel), d'intellectuels ou de journalistes. Fondée par, entre autres, Friedrich Hayek, Karl Popper, Ludwig von Mises, et Milton Friedman, la Société du Mont-Pèlerin revendique défendre des valeurs libérales, telles que l'économie de marché, la société ouverte et la liberté d'expression.

## Histoire
La Société du Mont-Pèlerin a été créée le 10 avril 1947 lors d'une conférence organisée par Friedrich Hayek au Mont Pèlerin, village suisse surplombant Vevey. Cette conférence n'est pas sans rappeler le colloque Walter Lippmann qui en 1938 avait rassemblé vingt-six intellectuels désireux de promouvoir un « nouveau libéralisme » face au fascisme, au communisme et à l'interventionnisme étatique. Son nom originel devait être Acton-Tocqueville Society, mais les Britanniques présents s'opposèrent à ce nom, Tocqueville et Acton étant catholiques. Finalement la société prend le nom du village où elle se tient.
Trente-six personnalités participèrent à la conférence du Mont-Pèlerin du 1er au 10 avril 1947 : Maurice Allais, Carlo Antoni, Hans Barth, Karl Brandt, Herb Cornuelle (en), John A. Davenport, Stanley Dennison, Aaron Director, Walter Eucken, Erick Eyck, Milton Friedman, Harry Gideonse (en), Frank Graham, Friedrich Hayek, Henry Hazlitt, Floyd Harper, Trygve Hoff, Albert Hunold, Carl Iversen, John Jewkes, Bertrand de Jouvenel, Frank Knight, Fritz Machlup, Salvador de Madariaga, Henri de Lovinfosse, Loren Miller, Ludwig von Mises, Felix Morley, Michael Polanyi, Karl Popper, William Rappard, Leonard Read, George Révay, Lionel Robbins, Wilhelm Röpke, George Stigler, Herbert Tingsten, François Trevoux, Orval Watts, et une femme (historienne britannique) : Cicely Wedgwood.
En réaction au keynésianisme de l'après 1945, les membres de la Société du Mont-Pèlerin souhaitent favoriser l'économie de marché et la société ouverte, à l'échelle mondiale. Le but officiel de ces rencontres n'est pas de créer une doxa officielle mais d'offrir pendant quelques jours un lieu de discussion et de débats. Les rencontres de la Société continuent de fonctionner ainsi.
Après cette première rencontre, les membres de la Société du Mont-Pèlerin ont continué à se rencontrer, généralement en septembre de chaque année. La Société ne divulgue pas le nom de ses membres mais ceux-ci peuvent le faire. Pour devenir membre, il faut être invité par un adhérent puis être approuvé par le comité d'organisation.
Huit adhérents passés et présents, dont Friedrich Hayek, Maurice Allais, Milton Friedman, George Stigler, James M. Buchanan, Gary Becker et Ronald Coase, ont reçu le Prix de la Banque de Suède.
Soutenus financièrement par de grandes entreprises, de nombreux membres ont créé des think tanks importants. Ainsi Edwin J. Feulner est cofondateur de la Heritage Foundation, dont la MPS reçoit d'ailleurs le soutien financier pour organiser sa réunion annuelle. Pascal Salin, ancien président de la Société estime que plus de 100 instituts libéraux ont été créés par des membres[réf. nécessaire]. Pour Keith Dixon, elle « constitue en quelque sorte la maison mère des think tanks néolibéraux ». L'ancien président tchèque Václav Klaus et l'ancien ministre de la Défense italien Antonio Martino en sont membres.
Cette organisation, dont la date de fondation est considérée comme une étape importante dans l'émergence du néolibéralisme, à côté de la tenue du Colloque Walter Lippmann de 1938, rassembla des penseurs issus de trois courants libéraux ayant des visions parfois très différentes de l'économie, de l'État et de la société, mais dont l'opposition au réformisme social issu entre autres du New Deal, du social-libéralisme ou du keynésianisme, ainsi que l'adhésion par principe aux mécanismes de marché, la réflexion sur la rénovation du libéralisme et la juridiction nécessaire à sa mise en œuvre, les regrouperont pour de nombreux observateurs universitaires dans le courant du néolibéralisme.
Trois principaux courants y sont représentés :  
- l'école autrichienne, suivant la tradition de Carl Menger et de Ludwig von Mises, dont l'un des plus éminents représentants dans la Société du Mont-Pèlerin est Friedrich Hayek ;
- l'école de Chicago, portée notamment par Milton Friedman et George Stigler ;
- l'ordolibéralisme, développé par Wilhelm Röpke et Walter Eucken.

Si les deux derniers courants sont usuellement qualifiés de néolibéralisme, il serait discutable pour certains d'y inclure l'école autrichienne qui représente beaucoup plus une version économique du libertarianisme.
En France, le concours 2004 d'agrégation du supérieur en économie suscite la polémique car quatre des sept membres du jury sont rattachés à la Société du Mont-Pèlerin, dont le président du jury Pascal Salin (les trois autres étant Gérard Bramoullé, Enrico Colombatto et Bertrand Lemennicier), et auraient effectué leurs sélections en fonction de leurs affinités ultralibérales,.

## Présidents
- Friedrich Hayek (1947-1961)
- Wilhelm Röpke (1961-1962)
- John Jewkes (1962-1964)
- Friedrich Lutz (1964-1967)
- Bruno Leoni (1967-1968)
- Guenter Schmolders (1968-1970)
- Milton Friedman (1970-1972)
- Arthur Shenfield (1972-1974)
- Gaston Leduc (1974-1976)
- George Stigler (1976-1978)
- Manuel Ayau (1978-1980)
- Chiaki Nishiyama (1980-1982)
- Ralph Harris (1982-1984)
- James M. Buchanan (1984-1986)
- Herbert Giersch (1986-1988)
- Antonio Martino (1988-1990)
- Gary Becker (1990-1992)
- Max Hartwell (1992-1994)
- Pascal Salin (1994-1996)
- Edwin J. Feulner (1996-1998)
- Ramon P. Diaz (1998-2000)
- Christian Watrin (de) (2000-2002)
- Leonardo Liggio (2002-2004)
- Victoria Curzon-Price (en) (2004-2006)
- Greg Lindsay (en) (2006-2008)
- Deepak Lal (2008-2010)
- Kenneth Minogue (en) (2010-2012)
- Allen H. Meltzer (en) (2012-2014)
- Pedro Schwartz (2014-2016)
- Peter Boettke (2016-2018)
- John B. Taylor (2018-2020)
- Linda Whetstone (en) (2020-2021)
- Gabriel Calzada (depuis 2021)